# Genoa (Ohio)
Genoa és una població dels Estats Units a l'estat d'Ohio. Segons el cens del 2000 tenia 2.230 habitants.

## Demografia
Segons el cens del 2000, Genoa tenia 2.230 habitants, 851 habitatges, i 582 famílies. La densitat de població era de 574 habitants per km².
Dels 851 habitatges en un 33,3% hi vivien nens de menys de 18 anys, en un 52,1% hi vivien parelles casades, en un 11,5% dones solteres, i en un 31,5% no eren unitats familiars. En el 29,1% dels habitatges hi vivien persones soles el 14,5% de les quals corresponia a persones de 65 anys o més que vivien soles. El nombre mitjà de persones vivint en cada habitatge era de 2,51 i el nombre mitjà de persones que vivien en cada família era de 3,11.
Per edats la població es repartia de la següent manera: un 25,6% tenia menys de 18 anys, un 6,3% entre 18 i 24, un 28,9% entre 25 i 44, un 21,3% de 45 a 60 i un 18% 65 anys o més.
L'edat mediana era de 38 anys. Per cada 100 dones de 18 o més anys hi havia 82,7 homes.
La renda mediana per habitatge era de 43.750 $ i la renda mediana per família de 49.784 $. Els homes tenien una renda mediana de 39.554 $ mentre que les dones 22.452 $. La renda per capita de la població era de 22.532 $. Aproximadament l'1,9% de les famílies i el 2% de la població estaven per davall del llindar de pobresa.

## Poblacions més properes
El següent diagrama mostra les poblacions més properes.